# Méaulte Military Cemetery
Le Méaulte Military Cemetery (Cimetière militaire de Méaulte) est un cimetière militaire de la Première Guerre mondiale, situé sur le territoire de la commune de Méaulte, dans le département de la Somme, au nord-est d'Amiens.

## Localisation
Ce cimetière militaire est situé au sud du village, Rue d'Etinehem, juste après les dernières habitations.

## Histoire

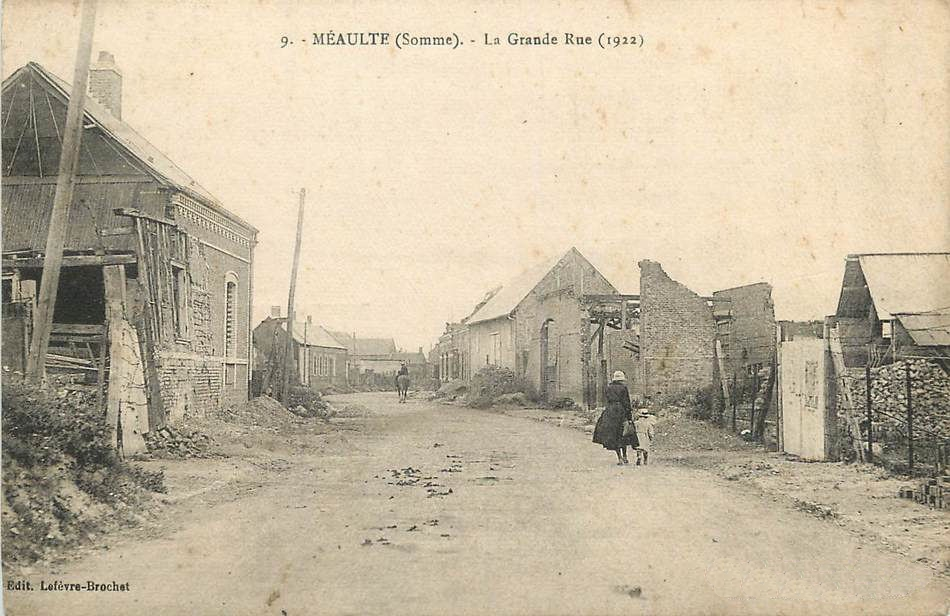
Etat du village à l'issue de la guerre 14-18.

Meaulte a été tenue par les forces du Commonwealth et est resté habité par les trois quarts de sa population civile de 1915 au 26 mars 1918, date à laquelle elle a été évacuée après un combat d'arrière-garde par la 9e division (écossaise). Il a été repris par la 12e division  et les chars le 22 août 1918. Le cimetière militaire a été commencé en décembre 1915 et utilisé jusqu'en février 1917.  Il comporte 312 sépultures  de la Première Guerre mondiale dont 21  ne sont pas identifiées .

## Caractéristiques
Ce cimetière a un plan rectangulaire.

Il est entouré d'un mur de briques.

Le cimetière a été conçu par Sir Edwin Lutyens.

## Galerie

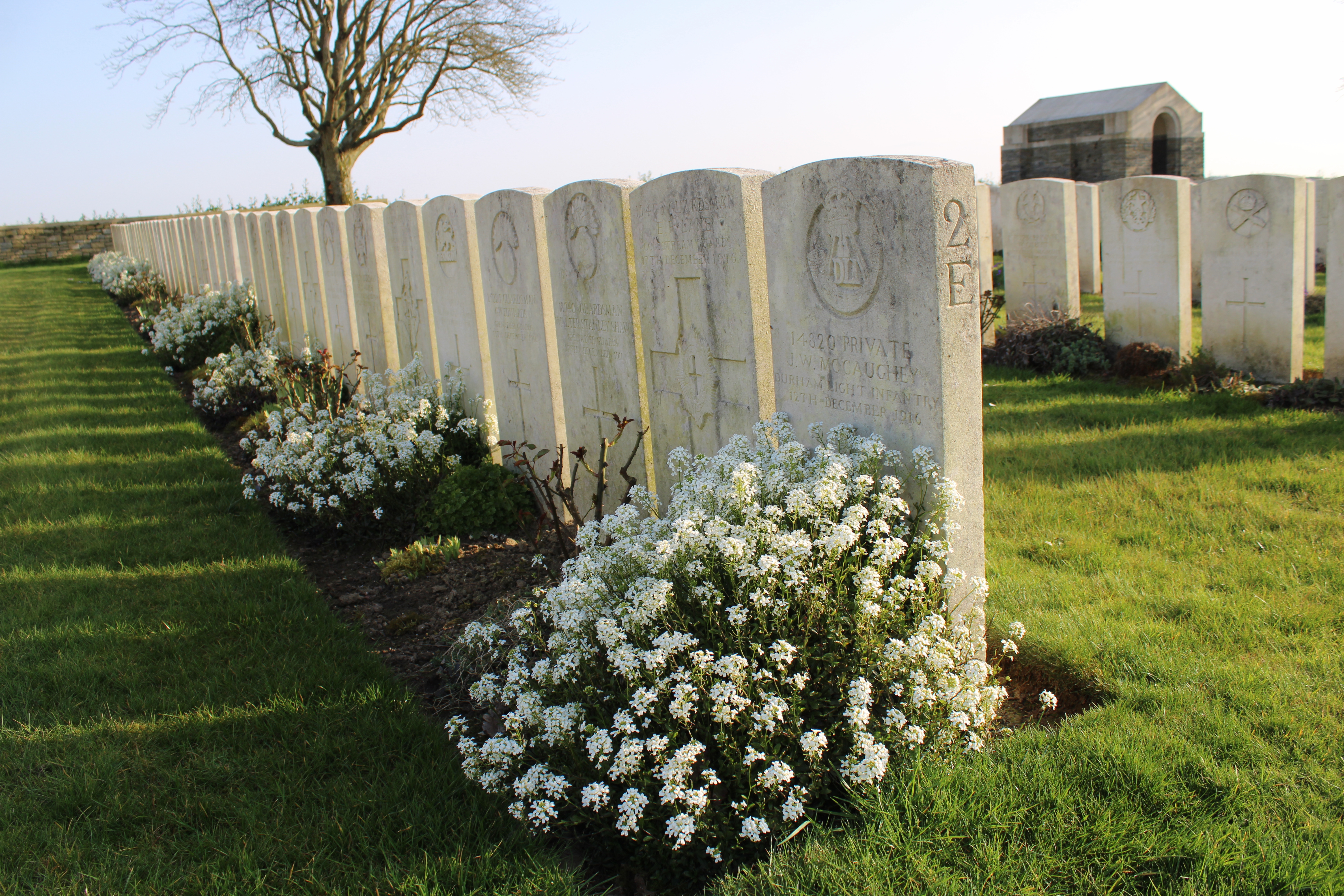
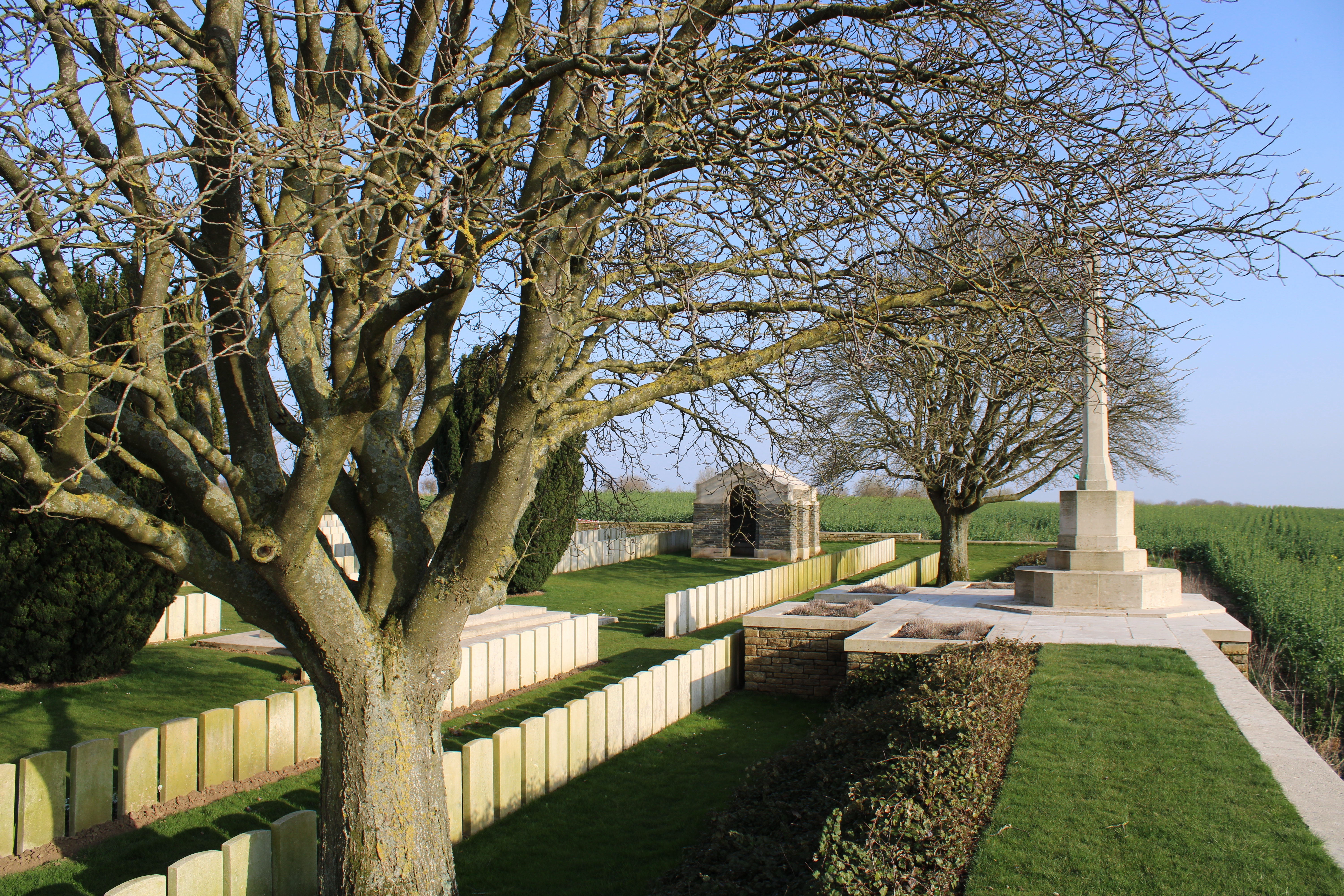
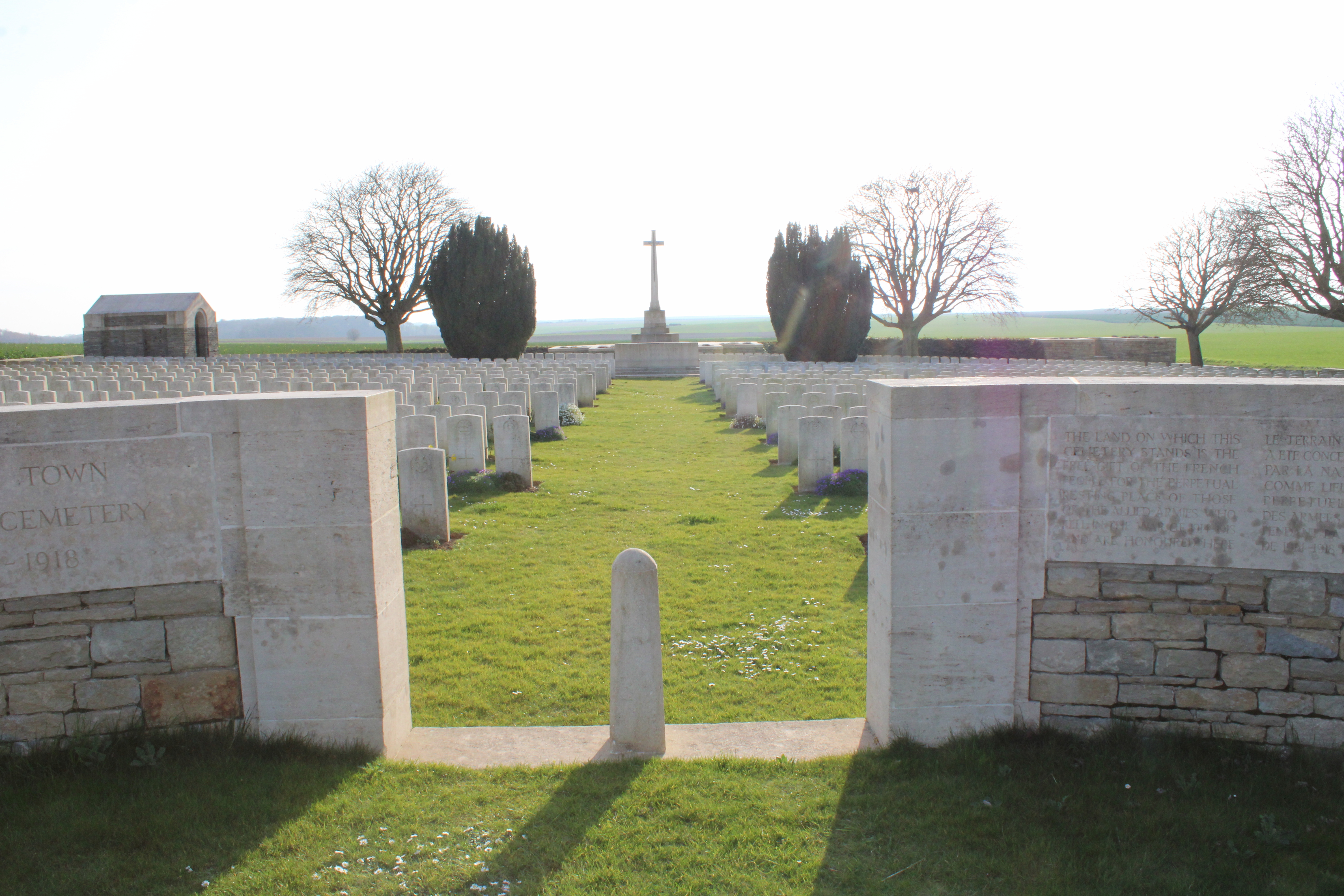
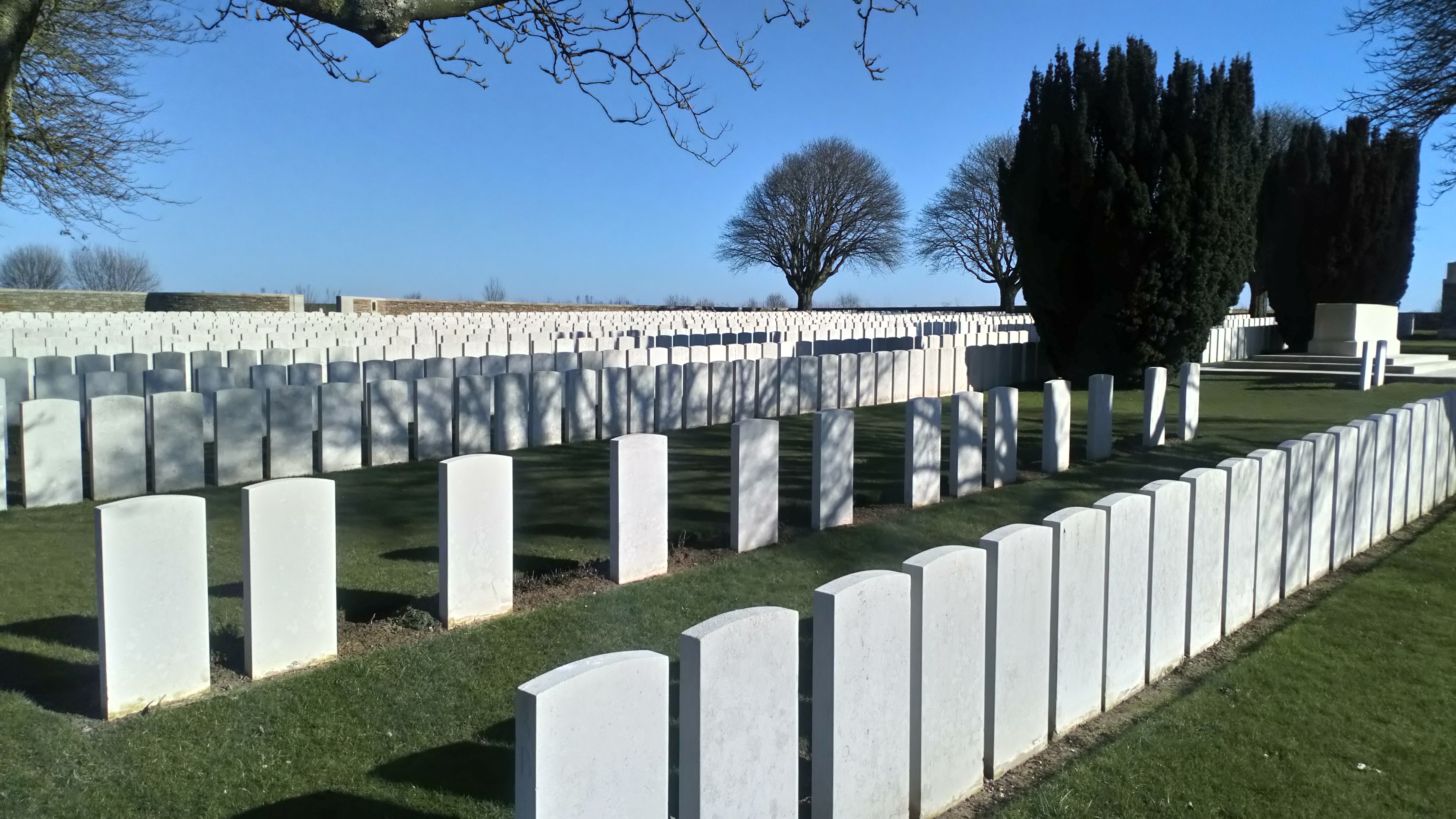
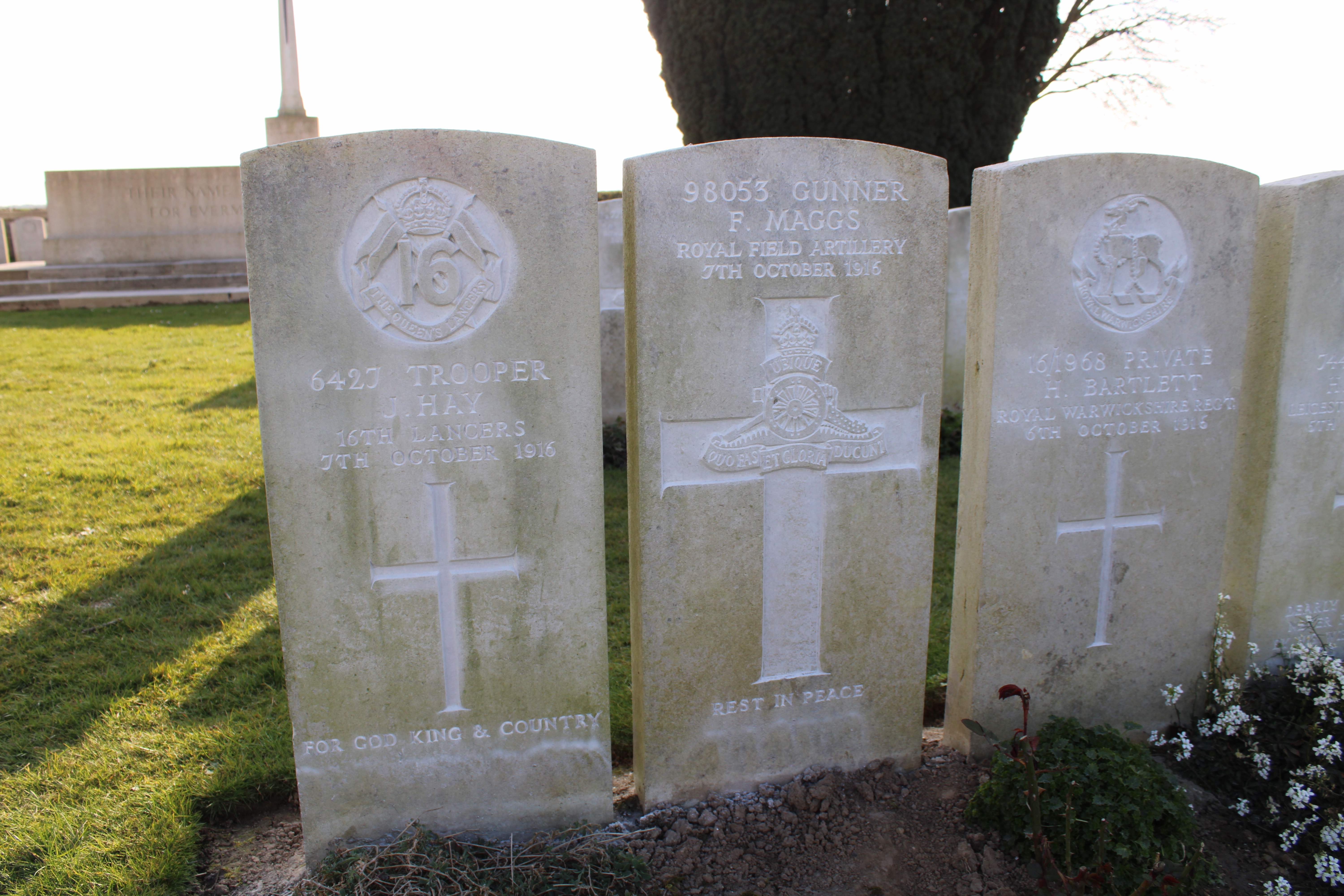
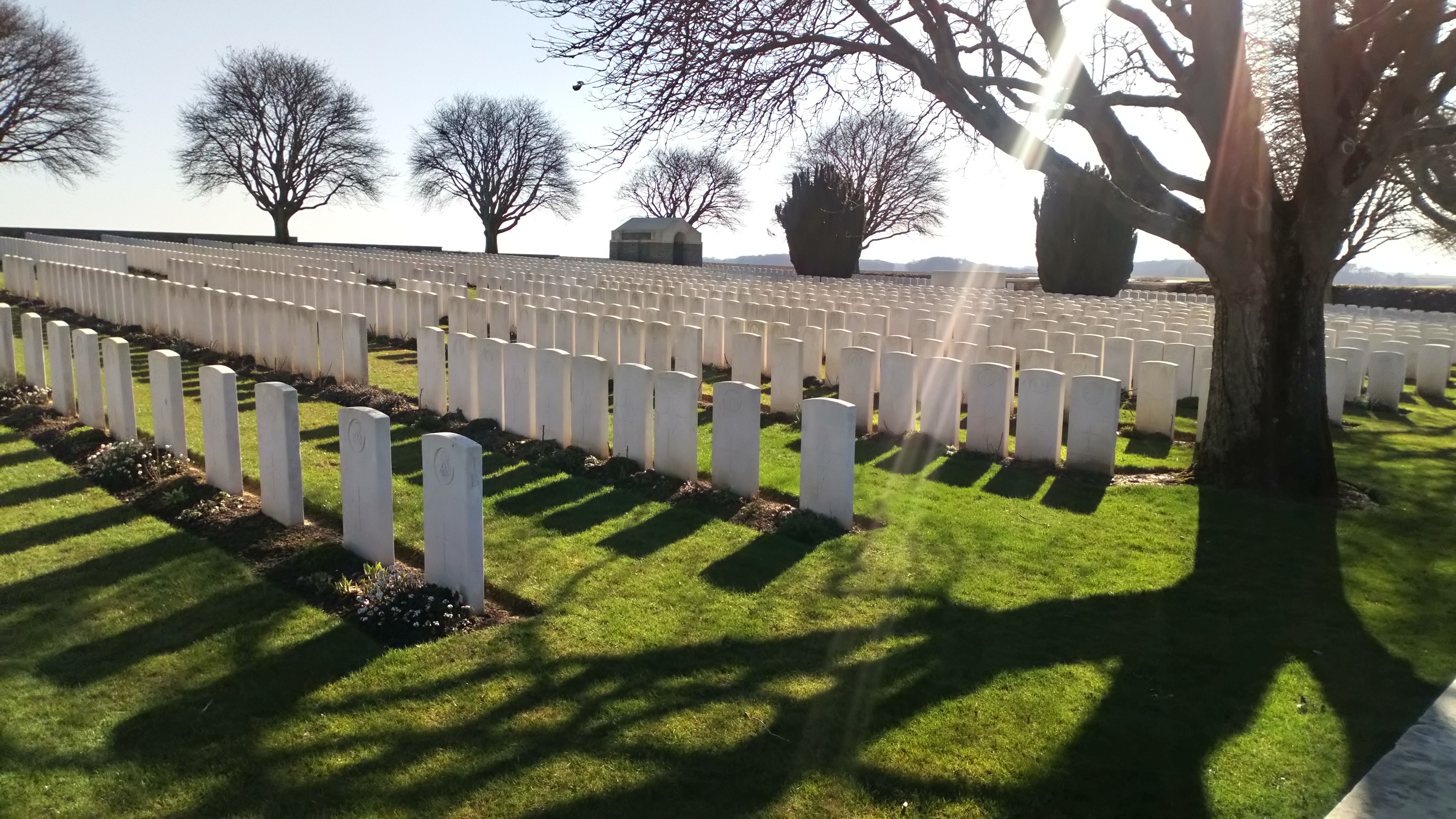